# 1378
Évszázadok: 13. század – 14. század – 15. század
Évtizedek: 1320-as évek – 1330-as évek – 1340-es évek – 1350-es évek – 1360-as évek – 1370-es évek – 1380-as évek – 1390-es évek – 1400-as évek – 1410-es évek – 1420-as évek
Évek: 1373 – 1374 – 1375 – 1376 –  1377 – 1378 – 1379 – 1380 – 1381 – 1382 – 1383

## Események

### Határozott dátumú események
- január 4. – Déméndi László – korábbi veszprémi püspök – elfoglalja a váradi püspöki széket.[1]
- április 8. – Bartolomeo Prignanót, Bari érsekét VI. Orbán néven pápává választják.[2]
- szeptember 20. – A pápával elégedetlenek Fondiban Róbert genfi grófot VII. Kelemen néven pápává választják. Ezzel megkezdődik az első nyugati egyházszakadás  a schizma időszaka.[3]
- november 29. – IV. Vencel cseh király tényleges uralkodásának kezdete. (1400-ban megfosztják a tróntól, de marad cseh király.)

### Határozatlan dátumú események
- az év folyamán – 
  - Dimitrij Donszkoj moszkvai nagyherceg megver egy kisebb mongol sereget.
  - I. Lajos magyar és lengyel király Genovával szövetségben felújítja a Velence elleni háborút.
  - A firenzei gyapjúmunkások, a ciompók felkelése.

## Születések
- december 31. – III. Kallixtusz pápa († 1458)[4]
- Lorenzo Ghiberti itáliai szobrász

## Halálozások
- február – Bourbon Johanna, később V. Károly francia király felesége
- március 27. – XI. Gergely pápa (* 1329)[5]
- november 29. – IV. Károly német-római császár (* 1316)
- május 29. – II. Henrik kasztíliai király (* 1333)